# Odontodactylus latirostris
Odontodactylus latirostris is een bidsprinkhaankreeftensoort uit de familie van de Odontodactylidae. De wetenschappelijke naam van de soort is voor het eerst geldig gepubliceerd in 1907 door Borradaile.